# Charles Alexandre François Rasse de Gavre
Le prince Charles-Alexandre-François-Rasse de Gavre, né à Bruxelles le 15 octobre 1759 et mort à La Haye le 2 août 1832, est un militaire et homme politique au service  du Saint-Empire, puis du Premier Empire français sous Napoléon, et enfin du royaume uni des Pays-Bas. 

## Biographie
Il est le petit-fils du prince Charles Emmanuel Joseph de Gavre, le père de François de Gavre (1800-1826) et le beau-frère du prince Hermann de Hohenzollern-Hechingen.

## Fonctions et mandats civils
- Grand chambellan de l'archiduchesse Marie-Christine d'Autriche : 1792-
- Chambellan de l'impératrice Joséphine : 1805-1809
- Chambellan de Napoléon : 1809
- Préfet de Seine-et-Oise : 1810-1814
- Grand Maréchal de la Cour de Guillaume Ier à Bruxelles
- Membre de la Première Chambre des États généraux : 1815-1830
- Président de la Première Chambre des États généraux : 1830

## Sources
- Parlement & Politiek

- Ressource relative à la vie publique :   - Dossiers individuels de préfets
- Notices dans des dictionnaires ou encyclopédies généralistes :   - Biographie nationale de Belgique
  - Biografisch Portaal van Nederland
  - Deutsche Biographie
- Notices d'autorité :   - VIAF
  - GND